# 2012 en philosophie
Chronologie de la philosophie
- 2008
- 2009
- 2010
- 2011
- 2012
- 2013
- 2014
- 2015
- 2016

L’année 2012 a été marquée, en philosophie, par les événements suivants :

## Publications
- Petite Poucette, de Michel Serres.
- La République de Platon, d’Alain Badiou.
- La Construction du bonheur, de Robert Misrahi.
- L'Ordre libertaire : la vie philosophique d'Albert Camus, de Michel Onfray.

### Rééditions
- Torquato Accetto :  (it) Della dissimulazione onesta - Rime, Milan, BUR - Rizzoli, 2012.

## Spectacle scénique
- La Sagesse des abeilles, de Michel Onfray.

## Projet en philosophie
- Nietzsche-Kommentar